# 新伯格
新伯格是德国下萨克森州的一个市镇。总面积16.49平方公里，总人口1556人，其中男性781人，女性775人（2011年12月31日），人口密度94人/平方公里。